# نویس‌ورکس
نویس‌ورکس، (به انگلیسی: Autodesk Navisworks) نرم‌افزار پیشرفته برای شبیه‌سازی ۴ و ۵ بعدی و ترکیبات توان‌مند برای کمک به کاربران برای تبادل بهتر اطلاعات پروژه می‌باشد. توانایی ساخت «فرانمای (جدول زمانی) فراگیر» (comprehensive schedule)، «معرفی عناصر جسم» (quantification)، «پویانمایی» (انیمیشن) و توانایی «تجسم» (visualization)، به کاربران در به نمایش در آوردن کارکرد طرح و شبیه‌سازی ساختار و بهبود بینش و پیش‌بینی پذیری یاری می‌کند. در هم آمیختگیِ «ره یابیِ بی درنگ» (real-time navigation) با گروه ابزارِ بازبینی به پشتیبانی «تشریک مساعی» (collaboration) در میان تیم پروژه کمک می‌کند.